# Te pui cu blondele?
Te  pui cu blondele? este o emisiune de televiziune de tip cultură generală difuzată între anii 2008 și 2017 pe Antena 1 și prezentată de Dan Negru. Concursul a constat în încercarea concurentelor blonde de a doborî prejudecățile stabilite împotriva lor și să câștige un premiu în bani contra unui bărbat sau a unor celebrități.
Concursul este împărțit în două runde. În prima rundă, cele 50 de concurente sunt puse în ordine crescătoare pe baza numărului de răspunsuri corecte la teste de cultură generală. Concurentele care au răspuns corect la întrebările alese de concurent (sau concurenți) avansează către runda a două. Eliminarea concurentei cu cele mai multe răspunsuri corecte, "blondă supremă", rezultă în dublarea sumei acumulate. În runda a doua, concurentul (concurenții) trebuie să elimine cât mai multe concurente posibile până rămân numai 3 pentru a câștigă suma acumalată în prima rundă sau, premiul cel mare dacă acesta (aceștia) dorește (doresc) să meargă mai departe și să elimine cele 3 concurente rămase în joc. Concurentele blonde pot câștigă premiul și ele dacă nu sunt eliminate până ce concurentul (concurenții) epuizează întrebările.
Concurentul era un bărbat obișnuit dar, după câteva ediții, s-a optat în favoarea de a aduce celebrități române în emisiune. Aparițiile lor au rezultat în 3 "ediții de colecție" cu invitați celebri din domeniile muzicii, teatrului și televiziunii. După sezoanele de colecție, invitații fiecărei ediție au fost numai celebrități. Emisiunea a avut și câteva ediții speciale, având copii, bărbați sau alte celebrități în locul concurentelor blonde.
Emisiunea a fost un succes comercial, clasându-se pe primul loc în preferințele audiențelor și acumulând frecvent peste un milion de telespectatori, începând cu primele episode. Aceasta a devenit una dintre cele mai longevive emisiuni, fiind difuzată timp de 11 ani.

## Istorie
Emisiunea a fost dezvoltată de către compania de producție de televiziune olandeză Eyeworks, iar un episod pilot fusese deja filmat în Statele Unite și urmând să fie difuzat în octombrie 2007. Episodul pilot nu a fost cumpărat de niciun program de televiziune american, așadar emisiunea nu a mai fost difuzată în Statele Unite. Totuși, concursul a fost preluat de câteva țări europene precum Italia sau România.
Inițial, concursul nu avea un nume oficial, ci i s-a spus "Bate blondele" sau "Bateți blondele" de către publicații diferite, fiind o versiune a emisiunii originale numite "Beat The Blondes". Numele "Te pui cu blondele?" a fost dezvăluit într-un număr al revistei CNA. Te pui cu blondele? a fost primul "quiz show" produs de Antena 1. Primul episod al emisiunii a fost difuzat joi, 6 martie 2008, la 20:30, și pentru casting s-au prezentat 2586 de candidate. Primele 2 episoade au fost vizionate în jur de 2 milioane de telespectatori în medie. "Armata blondă" (numele colectiv dat concurentelor) nu este formată obligatoriu numai din concurente care au părul natural blond, dar și din concurente care își vopsesc părul blond.
Pe 29 octombrie 2009, emisiunea și-a difuzat a 100-a ediție și pe 25 aprilie 2012 a fost difuzată cea de-a 150-a ediție. Până la începutul sezonului 14, au fost difuzate 300 de ediții.
Dan Negru a anunțat că datorită invitaților care au participat deja la Te pui cu blondele?, concursul va "continua seria emisunilor memorabile cu o serie de ediții speciale, de colecție, ale căror protagoniști vor fi nume grele din muzică, teatru sau televiziune." Așadar, cele trei sezoane difuzate din 2011 până în 2012 au fost denumite "ediții de colecție." Negru a dezvăluit că a venit cu idea sezoanelor de colecție când a primit un set de cd-uri numit "colecție-rock românesc."
După difuzarea ultimei ediții din sezonul 13, Negru a anunțat că ar fi putut fi ultimul episod difuzat vreodată din Te pui cu blondele?, motivul posibilei anulării fiind neclar. Până la urmă, emisiunea nu a fost anulată, dimpotrivă, a fost reînnoită pentru un sezon nou.
În sezonul 15 a fost introdusă "întrebarea vedetă", ce constă într-o vedetă venind în platoul Te pui cu blondele? și adresându-le concurenților o întrebare.
Pentru sezonul 18, fiecare episod urma să aibă o tematică specifică.
„Te pui cu blondele?’ a început în 2008 și este cel mai longeviv quiz din România, din toate timpurile. Sezonul acesta încercăm o noutate: înlocuim blondele cu diferite categorii sociale. Prima emisie va aduce 50 de gospodine în fața a trei chefi celebri. ”—Dan Negru ,  despre sezonul 18 al emisiunii
În septembrie 2017, din cauza unor neînțelegeri între Negru și Antena 1 care au rezultat de la faptul că emisiunile sale "au fost redifuzate la greu" în timpul verii, acesta a luat decizia să nu mai prezinte emisiunea deoarece "promovarea intensă" îi "dăunase imaginii". Mai târziu în luna respectivă, totuși, a fost anunțat că prezentatorul va fi gazda unei emisiuni noi numite "Guess my age" și că va relua Te pui cu blondele? începând cu ianuarie 2018. Ultimul episod al emisiunii fusese difuzat pe 1 martie 2017. Emisiunea nu a revenit în grila postului în ianuarie dar, câteva luni mai târziu, Negru a declarat că "formatul va reveni pe piața din România într-un nou ambalaj". Înainte ca emisiunea să fie scoasă de pe AntenaPlay, platforma online a trustului Antena TV Group, pe ultima arhivă disponibilă s-ar fi putut observa mesajul "Un nou sezon ”Te pui cu blondele” va reveni în curând!" iar înainte ca site-ul să fie actualizat, pe pagina emisiunii de pe site-ul Antena 1, mesajul "Ne revedem în curând!" era prezent lângă sigla și titlul emisiunii. În ianuarie 2021, Negru a afirmat că nu ar mai relua emisiunea chiar dacă i-a fost propusă.

## Format
Noțiunea concursului este ca blondele să doboare prejudecățile stabilite împotriva lor prin a învinge un bărbat la un test de cultură generală. În primele ediții ale concursului, numai bărbați cu slujbe obișnuite erau invitați. Oarecum, producătorii au optat pentru aducerea celebrităților decât a bărbaților în emisiune după câteva ediții. Câteva episoade au avut concurenți care erau numai bărbați sau numai copiii, denumiți "prinți" și "prințese", cât și niște celebrități amestecate printre concurente.
Premiul cel mare a fost de 50 000 de lei în primele trei sezoane. Începând cu sezonul al patrulea, acesta a fost de 30 000 de lei.
Un bărbat numit Dragoș a fost singurul concurent care a câștigat premiul de 50 000 de lei.

### Determinarea ordinii
Înainte de emisie, fiecare concurentă trebuie să completeze un test online alcătuit din 100 de întrebări. Din acel test, 10 întrebări sunt alese la întâmplare pentru prima rundă. Prin urmare, ordinea concurentelor este determinată pe baza a câtor răspunsuri corecte au avut la acel test. Primul rând fiind compus din concurentele cu cele mai puține răspunsuri corecte, iar ultimul rând având-o pe blonda supremă, concurenta cele mai multe răspunsuri corecte.

### Reguli
Concurentele sunt împărțite în 8 rânduri în funcție de rezultatele obținute la un test de cultură generală. Primul rând este format din concurentele care au avut cele mai puține răspunsuri corecte și al șaptelea rând este alcătuit din concurentele cu cele mai multe răspunsuri corecte. Rândul 8, totuși, este compus doar dintr-o concurentă, "blonda supremă", concurenta care a avut cele mai multe răspunsuri corecte. În prima rundă, concurentul are 10 domenii la dispoziție, din care numai 8 vor fi alese. El poate să elimine blondele din rândul respectiv care nu au răspuns corect la întrebare, doar ca acesta să răspundă corect. Dacă concurentul răspunde greșit, toate blondele avansează către runda a doua, indiferent de răspunsul dat la întrebare.
În runda 2, blondele care au avansat sunt așezate într-un semicerc în platou. Concurentul are la dispoziție 10 întrebări pentru a elimina cât mai multe blonde posibile. Acesta poate câștiga dacă rămân numai 3 blonde. Dacă au rămas numai 3 blonde, concurentului îi este oferită posibilitatea de a merge mai departe pentru a câștigă premiul cel mare, cu condiția să elimine cele 3 blonde rămase. Pe de altă parte, blondele pot să câștige în cazul în care concurentul nu reușește să elimine destule blonde încât să rămână doar 3, concurentul merge mai departe dar nu reușește să elimine blondele rămase sau concurentul răspunde greșit la 3 întrebări.
Sursă:

### Schema banilor
| Rând | Sumă           | Nr. concurente |
| ---- | -------------- | -------------- |
| 1    | 100 lei/blondă | 50—44          |
| 2    | 150 lei/blondă | 43—37          |
| 3    | 200 lei/blondă | 36—30          |
| 4    | 250 lei/blondă | 29—23          |
| 5    | 300 lei/blondă | 22—16          |
| 6    | 350 lei/blondă | 15—9           |
| 7    | 400 lei/blondă | 8—2            |
| 8    | Jackpot dublu  | 1              |

## Incidente
Conceptul emisiunii a atras atenția câtorva organizații pentru drepturile femeilor care au criticat dur emisiunea, afirmând că are conotații misogine și lupta între 50 de blonde și un bărbat fiind necinstită. Acuzațiile au fost retrase când s-a aflat că formatul este unul internațional, care "testează cunoștințele generale". Pentru a rezolva problema acuzațiilor, emisiunea urma "să fie monitorizată cu mare atenție."
Creatorul de modă și modelul Cătălin Botezatu a afirmat în timpul difuzării de pe 18 aprilie 2012 că "a întreținut relații sexuale cu o minoră în vârstă de 14 ani". Emisia a fost reclamată de către Federația Organizațiilor Neguvernamentale pentru Copil (FONPC) Consiliului Național al Audiovizualului, care a anunțat că va analiza sesizarea. FONPC a anunțat că "potrivit legislației în vigoare, întreținerea de relații sexuale cu o minoră cu vârsta mai mică de 15 ani constituie infracțiune." Acesta a afirmat ulterior într-un interviu că afirmația a fost "o glumă pentru a crea divertisment și rating."

## Audiențe
Emisiunea a reușit să claseze frecvent pe primul loc în preferințele audiențelor și să acumuleze peste un milion de telespectatori.
| Sezon | Poziție în grilă              | Difuzare           | Difuzare          | Sursă         |
| Sezon | Poziție în grilă              | Premieră           | Final             | Sursă         |
| ----- | ----------------------------- | ------------------ | ----------------- | ------------- |
| 1     | Joi (20:30)                   | 6 martie 2008      | 5 iunie 2008      | [ 11 ] [ 51 ] |
| 2     | Joi (20:30)                   | 6 noiembrie 2008   | 25 decembrie 2008 | [ 32 ] [ 52 ] |
| 3     | Joi (20:30)                   | 29 ianuarie 2009   | 11 iunie 2009     | [ 53 ] [ 54 ] |
| 4     | Joi (20:30)—Miercuri (20:30)  | 10 septembrie 2009 | 30 decembrie 2009 | [ 55 ] [ 56 ] |
| 5     | Miercuri (20:30)              | 3 martie 2010      | 16 iunie 2010     | [ 57 ] [ 29 ] |
| 6     | Miercuri (20:30)              | 2 iunie 2010       | 2 iunie 2010      | [ 58 ]        |
| 7     | Miercuri (20:30)              | 15 septembrie 2010 | 29 decembrie 2010 | [ 59 ] [ 60 ] |
| 8     | Miercuri (20:20)              | 26 ianuarie 2011   | 23 martie 2011    | [ 18 ] [ 61 ] |
| 9     | Miercuri (20:20)              | 11 ianuarie 2012   | 30 mai 2012       | [ 3 ] [ 62 ]  |
| 10    | Miercuri (20:30)—Luni (20:30) | 7 noiembrie 2012   | 24 decembrie 2012 | [ 64 ] [ 63 ] |
| 11    | Miercuri (20:30)              | 5 iunie 2013       | 28 august 2013    | [ 67 ] [ 68 ] |
| 12    | Luni (20:30)                  | 23 decembrie 2013  | 23 decembrie 2013 | [ 31 ]        |
| 13    | Miercuri (20:30)              | 15 ianuarie 2014   | 12 martie 2014    | [ 69 ] [ 14 ] |
| 14    | Miercuri (20:30)              | 11 iunie 2014      | 20 august 2014    | [ 4 ] [ 70 ]  |
| 15    | Miercuri (20:30)              | 7 ianuarie 2015    | 11 martie 2015    | [ 20 ] [ 71 ] |
| 16    | Miercuri (20:30)              | 17 iunie 2015      | 2 septembrie 2015 | [ 72 ] [ 73 ] |
| 17    | Miercuri (20:30)—Joi (20:30)  | 6 ianuarie 2016    | 23 iunie 2016     | [ 50 ] [ 74 ] |
| 18    | Miercuri (20:30)              | 11 ianuarie 2017   | 1 martie 2017     | [ 21 ] [ 24 ] |

## Premii și nominalizări

### Premiile Radar De Media
| Anul | Distincția                           | Rezultatul   | Sursă  |
| ---- | ------------------------------------ | ------------ | ------ |
| 2010 | Cel mai bun show de televiziune      | Nominalizare | [ 75 ] |
| 2011 | Cel mai bun show de televiziune      | Nominalizare | [ 76 ] |
| 2012 | Cea mai bună emisiune – show concurs | Nominalizare | [ 77 ] |
| 2014 | Cel mai bun prezentator tv (cuplu)   | Nominalizare | [ 78 ] |
| 2015 | Cel mai bun show de divertisment     | Nominalizare | [ 79 ] |
| 2017 | Cel mai bun show tv de divertisment  | Nominalizare | [ 80 ] |

### Premiile Rose d'Or
| Anul | Categoria | Rezultatul   | Sursă  |
| ---- | --------- | ------------ | ------ |
| 2008 | Game show | Nominalizare | [ 81 ] |

### Premiile TVmania
| Anul | Distincția                            | Rezultatul   | Sursă  |
| ---- | ------------------------------------- | ------------ | ------ |
| 2008 | Cea mai bună emisiune de divertisment | Nominalizare | [ 82 ] |
| 2010 | Cea mai bună emisiune de divertisment | Nominalizare | [ 83 ] |
| 2011 | Cea mai bună emisiune de divertisment | Nominalizare | [ 84 ] |
| 2013 | Cea mai bună emisiune de divertisment | Nominalizare | [ 85 ] |

## Linkuri externe
- Pagina emisunii pe site-ul Antena 1